# Antinatalismo
Antinatalismo é a posição filosófica que atribui um valor negativo ao nascimento. Antinatalistas argumentam que as pessoas devem se abster de procriar por ser um ato moralmente ruim (alguns também reconhecem a procriação de outros seres sencientes como moralmente ruim). Em escritos acadêmicos e literários, vários fundamentos éticos foram apresentados para o antinatalismo. Algumas das primeiras formulações da ideia de que seria melhor não ter nascido vêm da Grécia Antiga. O termo "antinatalismo" está em oposição ao termo "natalismo", e provavelmente foi usado pela primeira vez como o nome dessa posição pelo filósofo belga Théophile de Giraud em seu livro L'art de guillotiner les procréateurs: Manifeste anti-nataliste.

## Argumentos

### Na religião
O ensinamento de Buda, entre as outras Quatro Nobres Verdades e o começo de Mahāvagga, é interpretado por Hari Singh Gour da seguinte maneira:
Buda declarou suas proposições no estilo pedante de sua época. Ele as apresentou em uma forma de sorites; mas, como tais, são logicamente defeituosas, e tudo o que ele deseja transmitir é o seguinte: Alheio aos sofrimentos aos quais a vida está submetida, o homem gera filhos, sendo portanto a causa da velhice e da morte. Se ele apenas percebesse o sofrimento que acrescentaria com o seu ato, ele desistiria da procriação de crianças; e assim encerraria a operação da velhice e da morte.
Os marcionistas acreditavam que o mundo visível é uma criação maligna de um demiurgo bruto, cruel, ciumento e raivoso, Yahweh. De acordo com este ensinamento, as pessoas devem se opor a ele, abandonar o seu mundo, não criar pessoas e confiar no bom Deus da misericórdia, estrangeiro e distante.
Os Encratitas observaram que o nascimento leva à morte. Para dominar a morte, as pessoas devem desistir da procriação: "não produzir forragem fresca para a morte".
Os Maniqueus, os Bogomilos e os Cátaros acreditavam que a procriação condena a alma ao aprisionamento na matéria má. Eles viram a procriação como um instrumento de um Deus mau, um demiurgo, ou de Satanás, que aprisiona o elemento divino na matéria e, assim, faz com que o elemento divino sofra.

### Teodiceia e antropodiceia
Julio Cabrera considera a questão de ser um criador em relação à teodiceia e argumenta que assim como é impossível defender a ideia de um bom Deus como criador, também é impossível defender a ideia de um bom homem como criador. Na paternidade, o pai humano imita o pai divino, no sentido de que a educação pode ser entendida como uma forma de busca de "salvação", o "caminho correto" para um filho. Porém, um ser humano poderia decidir por não sofrer de maneira alguma do que sofrer e posteriormente ser oferecido a possibilidade de salvação do sofrimento. Na opinião de Cabrera, o mal não é associado com a ausência de ser, mas com o sofrimento e morte daqueles que estão vivos. Portanto, pelo contrário, o mal é apenas e obviamente associado com o ser.
Karim Akerma, devido ao problema moral do homem como criador, introduz a antropodiceia, um conceito similar a teodiceia. Ele é da opinião de que quanto menos fé existe no Deus Criador Todo-Poderoso, mais urgente se torna a questão da antropodiceia. Akerma acha que, para aqueles que querem levar vidas éticas, a causação de sofrimento requer uma justificativa. O homem não pode mais recorrer a uma uma entidade imaginária que estabelece princípios morais e se isentar de responsabilidade pelo sofrimento que ocorre. Para Akerma, o antinatalismo é uma consequência do colapso dos esforços de teodiceia e do fracasso das tentativas de estabelecer uma anthropodizee. Segundo ele, não há metafísica nem teoria moral que possam justificar a produção de novas pessoas e, portanto, a antropodiceia é indefensável, assim como a teodiceia.

### Peter Wessel Zapffe
Peter Wessel Zapffe via os humanos como um paradoxo biológico. De acordo com ele, a consciência tornou-se excessivamente evoluída nos seres humanos, tornando-nos incapazes de funcionar normalmente como os outros animais: a cognição nos dá mais do que podemos carregar. Nossa fragilidade e insignificância no cosmos são visíveis para nós. Queremos viver, porém por causa de como evoluímos, somos a única espécie cujos membros estão conscientes de que estão destinados a morrer. Somos capazes de analisar o passado e o futuro, tanto a nossa situação como a de outros, bem como imaginar o sofrimento de bilhões de pessoas (além de outros seres vivos), e sentir compaixão para com seu sofrimento. Nós ansiamos por justiça e significado em um mundo que carece de ambos. Isso garante que a vida dos indivíduos conscientes seja trágica. Temos desejos: necessidades espirituais que a realidade é incapaz de satisfazer, e nossa espécie ainda existe apenas porque limitamos a nossa consciência do que essa realidade realmente implica. A existência humana equivale a uma rede emaranhada de mecanismos de defesa, que podem ser observados individualmente e socialmente, em nossos padrões de comportamento diários. De acordo com Zapffe, a humanidade deve cessar esse auto-engano, e a consequência natural seria a sua extinção ao abster-se da procriação.

### Ética negativa
Julio Cabrera propõe um conceito de "ética negativa" em oposição ao que ele vê como éticas "afirmativas", que afirmam o ser. Ele descreve a procriação como um ato manipulador e prejudicial, que envia de forma unilateral e não-consensual um ser humano para uma situação dolorosa, perigosa e moralmente inabilitante.
Cabrera considera a procriação uma manipulação ontológica e total: o próprio ser de alguém é fabricado e usado, e portanto, em contraste com casos intra-mundanos em que se é colocado em uma situação danosa, no caso da procriação não há qualquer possibilidade de defesa contra esse ato. Segundo Cabrera, a manipulação na procriação é visível principalmente no caráter não-consensual e unilateral do ato, de maneira que procriar é per se e inevitavelmente assimétrico, seja produto de premeditação, seja produto de descuido; está sempre atrelado a interesses (ou desinteresses) de outros humanos, não do humano criado. Ele enfatiza que, embora não seja possível evitar a manipulação durante a procriação, é perfeitamente possível evitar a procriação em si, e que, então, nenhuma regra moral é violada.
Cabrera acredita que a situação na qual alguém é colocado através da procriação, a vida humana, é "estruturalmente negativa", na medida em que seus componentes constitutivos são inerentemente adversos. Os mais proeminentes desses componentes são, segundo ele, os seguintes:
- A) No nascimento, o ser humano ganha um ser decrescente (ou "minguante") no sentido de um ser que começa a acabar desde seu mero surgimento, seguindo uma direção única e irreversível de desgaste e declínio e cujo total acabamento pode consumar-se a qualquer momento.
- B) O ser humano é afetado, desde o início do seu surgimento, por três tipos de atrito: dor física (em forma de doenças, acidentes e catástrofes naturais às quais está desde sempre exposto); desânimo (na forma do "faltar a vontade" (a "gana") de continuar agindo, desde o leve taedium vitae até formas graves de depressão); e, por último, a exposição à ação agressiva de outros seres humanos (de fofocas e calúnias a várias formas de discriminação, perseguição e injustiça), agressões que também podemos infligir aos outros, também submetidos, como nós, aos três tipos de atrito.
- C) O ser humano está equipado com mecanismos de criação de valores positivos (éticos, estéticos, religiosos, lúdicos, bem como valores contidos em realizações humanas de todo tipo) que funcionam como defesa contra A e B, mecanismos que o humano deve manter constantemente ativos. Todos os valores positivos que aparecem dentro da vida humana são reativos e paliativos; eles não surgem a partir da própria estrutura da vida, sendo introduzidos pela luta permanente, ansiosa, e esforçada contra o ser decrescente e seus três tipos de atrito ganhos no nascimento, com tal esforço sendo finalmente derrotado por algum dos três atritos ou a deterioração progressiva do próprio ser.

Cabrera denomina o conjunto dessas características A–C de "terminalidade do ser". Ele acredita que um grande número de humanos em todo o mundo não consegue suportar essa luta íngreme contra a estrutura terminal do seu ser, o que leva a consequências destrutivas para eles e outros: suicídios, doenças mentais de maior ou menor gravidade ou comportamento agressivo. Ele aceita que a vida pode – pelo próprio mérito e esforço dos humanos – ser tolerável e mesmo muito agradável (embora não para todos, devido ao fenômeno de inabilitação moral), mas também considera problemático trazer alguém à existência para que tentar tornar sua vida agradável ao lutar contra a situação difícil e opressiva que lhe damos ao gerá-lo. Parece mais razoável, segundo Cabrera, simplesmente não colocá-lo nessa situação, já que os resultados de sua luta são sempre incertos.
De acordo com Cabrera, na ética, e também nas éticas afirmativas, há um conceito abrangente que ele chama de "Articulação Ética Fundamental", em suma "AEF": a consideração dos interesses dos outros, não manipular e não prejudicar. A procriação é para ele uma violação óbvia da AEF – alguém é manipulado e colocado numa situação prejudicial como resultado dessa ação. Em sua opinião, os valores incluídos na AEF já são amplamente aceitos pelas éticas afirmativas e, se abordados radicalmente, devem levar à recusa da procriação.
Para Cabrera, a pior coisa na vida humana e consequentemente na procriação, é o que ele chama de "inabilitação moral": a impossibilidade estrutural de, em algum dado momento, agir no mundo sem prejudicar ou manipular alguém. Esta inabilitação não ocorre por causa de uma "maldade" intrínseca da natureza humana, mas por conta da situação estrutural em que os seres humanos se encontram desde sempre. Nesta situação, os seres humanos são acuados por vários tipos de mal-estares estruturais enquanto têm de conduzir suas vidas em uma quantidade limitada de tempo e em espaços limitados de ação, de tal forma que diferentes interesses frequentemente conflitam entre si. Não precisamos ter más intenções para tratar os outros com desconsideração; somos compelidos a fazê-lo para sobreviver, perseguir nossos projetos e fugir do sofrimento. Cabrera também chama a atenção para o fato de que a vida está associada ao risco constante de se sentir fortes dores físicas, o que é comum na vida humana, por exemplo, como resultado de uma doença grave, e sustenta que a mera existência de tal possibilidade nos impede moralmente, bem como que, por conta disso, podemos a qualquer momento perder, como resultado de sua ocorrência, a possibilidade de um funcionamento digno e moral, mesmo em um grau mínimo.

### Imperativo kantiano
Julio Cabrera, David Benatar, e Karim Akerma argumentam que a procriação é contrária ao imperativo prático de Immanuel Kant (de acordo com Kant, um homem nunca deve ser usado como um meio para um fim, mas sempre como um fim em si mesmo). Eles argumentam que uma pessoa pode ser criada para o bem de seus pais ou de outras pessoas, mas que é impossível criar alguém pelo seu próprio bem; e que portanto, seguindo a recomendação de Kant, nós não devemos criar novas pessoas. Heiko Puls argumenta que as considerações de Kant em relação a deveres parentais e procriação humana em geral implicam argumentos para um antinatalismo eticamente justificado. Kant, porém, de acordo com Puls, rejeita essa posição em sua teleologia por razões meta-éticas.

### Impossibilidade de consentimento
Seana Shiffrin, Gerald Harrison, Julia Tanner e Asheel Singh argumentam que a procriação é moralmente problemática por causa da impossibilidade de obter o consentimento do humano que será trazido à existência.
Shiffrin lista quatro fatores que, em sua opinião, justificam o consentimento hipotético da procriação como um problema:
(1) não há risco de grandes danos se a ação não for tomada;
(2) se a ação for tomada, os danos sofridos pela pessoa criada podem ser muito severos;
(3) uma pessoa não pode escapar da condição imposta sem um custo muito alto (o suicídio é muitas vezes uma opção fisicamente, emocionalmente e moralmente excruciante);
(4) o procedimento de consentimento hipotético não se baseia nos valores da pessoa que irá suportar a condição imposta.
Gerald Harrison e Julia Tanner argumentam que quando queremos afetar significativamente alguém com nossa ação e não é possível obter o seu consentimento, então a posição padrão deve ser não tomar tal ação. A exceção é, de acordo com eles, ações pelas quais queremos evitar que alguém sofra um dano maior (por exemplo, empurrar alguém para fora do caminho de um piano em queda). No entanto, na opinião deles, tais ações certamente não incluem a procriação, porque antes de tomar essa ação, não existe uma pessoa.
Asheel Singh enfatiza que não é preciso pensar que vir à existência é sempre um dano geral para reconhecer o antinatalismo como uma visão correta. Em sua opinião, é suficiente pensar que não há direito moral de infligir danos sérios e evitáveis aos outros sem o seu consentimento.

### A morte como um dano
Marc Larock apresenta uma visão que ele chama de "deprivacionalismo". De acordo com essa visão:
(1) Cada pessoa tem interesse em adquirir uma nova preferência satisfeita.
(2) Sempre que uma pessoa é privada de uma nova preferência satisfeita, isso viola um interesse e, portanto, causa danos.
Larock argumenta que se uma pessoa é privada de um número infinito de novas preferências satisfeitas, ela sofre um número infinito de danos e que tal privação é a morte, à qual a procriação conduz.
Todos nós somos trazidos à existência, sem o nosso consentimento, e ao longo de nossas vidas, nos familiarizamos com uma infinidade de bens. Infelizmente, há um limite para a quantidade de bem que cada um de nós terá em nossas vidas. Eventualmente, cada um de nós morrerá e seremos permanentemente excluídos da perspectiva de qualquer bem adicional. A existência, vista desta maneira, parece ser uma piada cruel.
Larock acredita que não é correto neutralizar sua visão afirmando que a morte é também um benefício infinitamente grande para nós, porque nos protege de um número infinito de novas preferências frustradas. Ele propõe um experimento mental em que temos duas pessoas, Maria e Tom. A primeira pessoa, Maria, morre aos quarenta anos em consequência de complicações causadas por uma doença degenerativa. Maria viveria por mais algum tempo, se não fosse pelas complicações, mas só sentiria coisas ruins em sua vida, não boas. A segunda pessoa, Tom, morre com a mesma idade devido a mesma doença, mas no caso dele a doença está em tal estágio de desenvolvimento que seu corpo não seria mais capaz de funcionar. Segundo Larock, é ruim quando alguém, como no caso de Tom, encontra a impossibilidade de continuar usufruindo de coisas boas na sua vida; a vida de todos leva a tal ponto se alguém vive o suficiente e nossas intuições não nos dizem que isso geralmente é bom ou mesmo neutro. Portanto, devemos rejeitar a visão de que a morte também é um benefício infinitamente grande: porque pensamos que Tom foi desafortunado. No caso de Maria, nossas intuições nos dizem que seu infortúnio não é tão grande quanto o de Tom. Seu infortúnio diminui pelo fato de que a morte a salvou de um futuro em que iria experimentar coisas ruins. Nós não temos a mesma intuição no caso de Tom. Nenhum mal ou bom futuro era fisicamente possível para ele. Larock acha que, embora a impossibilidade de experimentar coisas boas futuras nos pareça prejudicial, a mera falta de uma possibilidade lógica de experimentar coisas más futuras não parece ser um benefício compensatório para nós. Se assim fosse, não haveria nada de estranho em reconhecer que Tom não sofreu nenhum infortúnio. Mas ele é uma vítima do infortúnio, assim como Maria. No entanto, o infortúnio de Maria não parece ser tão grande porque a sua morte impede um grande sofrimento. Larock é da opinião de que a maioria das pessoas verá ambos os casos dessa maneira. Esta conclusão supostamente leva ao fato de que reconhecemos que existe uma assimetria entre os danos e benefícios que a morte traz.
Larock resume sua visão da seguinte forma:
A existência de todo paciente moral em nosso mundo repousa sobre um erro de cálculo moral bruto. A meu ver, a não-procriação é o melhor meio de corrigir esse erro.

### Utilitarismo negativo
O utilitarismo negativo argumenta que minimizar o sofrimento possui maior importância moral do que maximizar a felicidade.
Hermann Vetter concorda com os pressupostos de Jan Narveson:
1. Não há obrigação moral de ter um filho, mesmo que tivéssemos garantia de que ele seria muito feliz ao decorrer de sua vida.
2. Há uma obrigação moral de não ter um filho caso fosse previsto que ele seria infeliz.
Porém, ele discorda com a conclusão de Naverson:
3. Em geral – se não pode ser previsto nem que o filho será infeliz ou que trará desutilidade para os outros – não há dever para ter ou não o filho.
Em vez disso, ele apresenta a seguinte matriz teórica de decisão:
|                   | o filho será mais ou menos feliz | o filho será mais ou menos infeliz |
| gerar o filho     | nenhum dever cumprido ou violado | dever violado                      |
| não gerar o filho | nenhum dever cumprido ou violado | dever cumprido                     |

Baseado nisso, ele conclui que não devemos criar pessoas:
É imediatamente visto que o ato "não gerar o filho" domina o ato "gerar o filho" pois nele há consequências igualmente boas como o outro ato em um caso e melhores consequências no outro caso. Então é preferível ao outro ato desde que não possamos excluir com certeza a possibilidade do filho ser mais ou menos infeliz; e nós nunca podemos. Então temos, ao invés de (3), a consequência de longo alcance: (3') De qualquer modo, é moralmente preferível não gerar o filho.
Karim Akerma argumenta que o utilitarismo requer os pressupostos menos metafísicos e é, portanto, a teoria ética mais convincente. Ele acredita que o utilitarismo negativo é o correto, porque as coisas boas na vida não compensam as coisas más; em primeiro lugar, as melhores coisas não compensam as piores coisas, como, por exemplo, a experiência de dor terrível, as agonias dos feridos, doentes ou moribundos. Em sua opinião, também raramente sabemos o que fazer para deixar as pessoas felizes, mas sabemos o que fazer para que as pessoas não sofram: é suficiente que elas não sejam criadas. O que é importante para Akerma na ética é a luta pela menor quantidade de pessoas que sofrem (finalmente ninguém), não a luta pela maior quantidade de pessoas felizes, o que, segundo ele, acontece às custas de sofrimento incomensurável.
Bruno Contestabile cita a história "Aqueles que se afastam de Omelas", de Ursula K. Le Guin. Nesta história, a existência da cidade utópica de Omelas e o estado favorável de seus habitantes dependem do sofrimento de uma criança que é torturada em um lugar isolado e que não pode ser ajudada. A maioria aceita esta situação e permanece na cidade, mas há aqueles que não concordam, que não querem participar dela e que "se afastam de Omelas". Contestabile traça um paralelo aqui: para que Omelas exista, a criança deve ser torturada e, da mesma forma, a existência do nosso mundo está relacionado ao fato de alguém ser constantemente prejudicado. Segundo o autor, os antinatalistas podem ser vistos como “aqueles que afastam-se de Omelas", que não aceitam tal mundo, e que não aprovam sua perpetuação. Ele coloca a questão: será que toda a felicidade é capaz de compensar o sofrimento extremo de mesmo uma só pessoa?

### David Benatar

#### Assimetria entre prazer e dor
David Benatar argumenta que há uma assimetria crucial entre as coisas boas e as coisas más, como prazer e dor:
1. a presença de dor é ruim;
2. a presença de prazer é boa;
3. a ausência de dor é boa, mesmo se esse bem não for aproveitado por ninguém;
4. a ausência de prazer não é ruim ao menos que haja alguém para quem essa ausência é uma privação.[49][50]

| Cenário A (X existe)         | Cenário B (X nunca existe)          |
| ---------------------------- | ----------------------------------- |
| (1) Presença de dor (Ruim)   | (3) Ausência de dor (Bom)           |
| (2) Presença de prazer (Bom) | (4) Ausência de prazer (Não é ruim) |

Em relação à procriação, o argumento segue que vir a existir gera ambas sensações boas e ruins, dor e prazer, enquanto não vir a existir não implica nem em dor ou prazer. A ausência de dor é boa, enquanto a ausência de prazer não é ruim. Portanto, a escolha ética é pesada em favor da não-procriação.
Benatar explica a assimetria acima usando quatro outras assimetrias que considera bastante plausíveis:
1. Temos uma obrigação moral de não gerar pessoas infelizes e não temos uma obrigação moral de gerar pessoas felizes. A razão pela qual pensamos que existe uma obrigação moral de não gerar pessoas infelizes é que a presença desse sofrimento seria ruim (para os sofredores) e a ausência do sofrimento é boa (embora não haja alguém para desfrutar da ausência de sofrimento). Em contraste, a razão pela qual pensamos que não há obrigação moral de gerar pessoas felizes é que, embora o prazer delas seria bom para elas, a ausência de prazer quando elas não virem a existir não será ruim, porque não haverá ninguém que será privado desse bem.
2. É estranho mencionar os interesses de um filho potencial como uma razão pela qual decidimos gerá-lo, e não é estranho mencionar os interesses de um filho potencial como uma razão pela qual decidimos não gerá-lo. O filho poder ser feliz não é uma razão moralmente importante para gerá-lo. Em contraste, o filho poder ser infeliz é uma razão moral importante para não gerá-lo. Se fosse verdade que a ausência de prazer é ruim mesmo quando alguém não existe para sentir sua ausência, então teríamos uma razão moral significativa para gerar um filho e para gerar a maior quantidade possível de filhos. E se não fosse verdade que a ausência de dor é boa mesmo quando alguém não existe para usufruir deste bem, então não teríamos uma razão moral significativa para não gerar um filho.
3. Algum dia podemos nos arrepender pelo bem de uma pessoa cuja existência estava condicionada à nossa decisão, e que a criamos – uma pessoa pode ser infeliz e a presença de sua dor seria ruim. Mas nunca nos sentiremos arrependidos pelo bem de uma pessoa cuja existência estava condicionada à nossa decisão, e que não a criamos – uma pessoa não será privada de felicidade, porque ela nunca existirá e a ausência de felicidade não será ruim, porque não haverá ninguém que será privado desse bem.
4. Sentimos tristeza pelo fato de que, em algum lugar, pessoas nascem e sofrem, e não sentimos tristeza pelo fato de que algumas pessoas não vieram à existência num lugar onde há pessoas felizes. Quando sabemos que em algum lugar pessoas nasceram e sofreram, sentimos compaixão. O fato de que pessoas não nasceram e sofreram em alguma ilha ou planeta deserto é bom. Isso ocorre porque a ausência de dor é boa, mesmo quando não há alguém que está experimentando este bem. Por outro lado, não sentimos tristeza pelo fato de que, em alguma ilha ou planeta deserto, pessoas não vieram à existência e não estão felizes. Isso ocorre porque a ausência de prazer é ruim apenas quando alguém existe para ser privado desse bem.[51]

#### Sofrimento vivido por descendentes
De acordo com Benatar, ao gerar um filho, nós somos responsáveis não só pelo sofrimento desse filho, mas nós também podemos ser co-responsáveis pelo sofrimento dos descendentes posteriores deste filho:
Supondo que cada casal tenha três filhos, os descendentes cumulativos de um casal original em dez gerações totalizam 88.572 pessoas. Isso constitui muito sofrimento inútil e evitável. Certamente, a responsabilidade total por tudo isso não é do casal original, pois cada nova geração enfrenta a escolha de continuar com essa linha de descendentes. No entanto, eles têm alguma responsabilidade pelas gerações que se seguem. Se alguém não desiste de ter filhos, dificilmente pode-se esperar que seus descendentes assim o façam.

#### Consequências da procriação
Benatar cita estatísticas, mostrando onde a criação de pessoas leva. Estima-se que:
- mais de quinze milhões de pessoas morreram de desastres naturais nos últimos 1.000 anos,
- cerca de 20,000 pessoas morrem de fome todos os dias,
- um número estimado de cerca de 840 milhões de pessoas sofrem de fome e desnutrição,
- entre 541 e 1912, estima-se que mais de 102 milhões de pessoas morreram da peste,
- a epidemia de gripe de 1918 matou 50 milhões de pessoas,
- 11 milhões de pessoas morrem a cada ano de doenças infecciosas,
- as neoplasias malignas levam mais de de 7 milhões de vidas a cada ano,
- cerca de 3,5 milhões de pessoas morrem por ano em acidentes,
- cerca de 56,5 milhões de pessoas morreram em 2001, o que é mais de 107 pessoas por minuto,
- antes do século XX, mais de 133 milhões de pessoas foram mortas em assassinatos em massa,
- nos primeiros 88 anos do século XX, 170 milhões (e possivelmente 360 milhões) de pessoas foram baleadas, espancadas, torturadas, esfaqueadas, queimadas, morreram por inanição, congeladas, esmagadas, ou trabalharam até à morte; enterradas vivas, afogadas, enforcadas, bombardeadas, ou mortas em qualquer outra das inúmeras maneiras que os governos têm infligido morte em desarmados, cidadãos indefesos, e estrangeiros,
- houve 1,6 milhão de mortes relacionadas a conflitos no século XVI, 6,1 milhões no século XVII, 7 milhões nos séculos XVIII, 19,4 milhões no século XIX, e 109,7 milhões no século XX,
- acidentes relacionados a guerras causaram 310,000 mortes em 2000,
- cerca de 40 milhões de crianças são maltratadas a cada ano,
- mais de 100 milhões de mulheres e crianças foram sujeitas à mutilação genital,
- 815,000 pessoas cometeram suicídio em 2000[53] (atualmente, estima-se que alguém comete suicídio a cada 40 segundos, mais de 800,000 pessoas por ano).[54]

#### Misantropia
Além dos argumentos filantrópicos que "surgem de uma preocupação com os humanos que serão trazidos à existência", Benatar também coloca que outro caminho para o antinatalismo é o argumento misantrópico, que em sua opinião pode ser descrito da seguinte forma:
Outra via para o antinatalismo é através do que eu chamo de argumento "misantrópico". De acordo com esse argumento, humanos são uma espécie profundamente falha e destrutiva que é responsável pelo sofrimento e morte de bilhões de outros humanos e animais não humanos. Se esse nível de destruição fosse causado por outra espécie, nós recomendaríamos rapidamente que novos membros dessa espécie não fossem trazidos à existência.

### Danos a animais não humanos
David Benatar, Gunter Bleibohm, Gerald Harrison e Julia Tanner, são atentos aos danos causados a outros seres sencientes por humanos. Eles diriam que bilhões de animais não humanos são desrespeitados e abatidos a cada ano por nossa espécie para a produção de produtos de origem animal, para a experimentação e após os experimentos (quando eles não tiverem mais utilidade), como resultado da destruição de habitats ou de outros danos ambientais e para o prazer sádico. Eles tendem a concordar com pensadores dos direitos dos animais que o sofrimento que causamos a eles é imoral. Eles consideram a espécie humana a mais destrutiva do planeta, argumentando que, sem novos seres humanos, não haverá nenhum dano causado a outros seres sencientes por novos seres humanos.
Alguns antinatalistas são também vegetarianos ou veganos por razões morais, e postulam que tais pontos de vista devem se complementar mutuamente como tendo um denominador comum: não causar sofrimento a outros seres sencientes. Essa atitude já estava presente no Maniqueísmo e no Catarismo.

### Impacto ambiental
Voluntários do Movimento de Extinção Humana Voluntária argumentam que a atividade humana é a principal causa de degradação ambiental, e portanto, se abster de procriar é "a alternativa humanitária para desastres humanos".

### Adoção
Herman Vetter, Théophile de Giraud, Tina Rulli, Karim Akerma e Julio Cabrera argumentam que, atualmente, ao invés de se envolver no ato moralmente problemático da procriação, pode-se fazer o bem ao adotar crianças que já existem. De Giraud enfatiza que, em todo o mundo, existem milhões de crianças que precisam de cuidados.

### Combate contra a fome
Stuart Rachels e David Benatar argumentam que atualmente, em uma situação onde um grande número de pessoas vive na pobreza, devemos cessar a procriação e desviar para os pobres os recursos que seriam usados para criar nossos próprios filhos.

## Realismo
Alguns antinatalistas acreditam que a maioria das pessoas não avalia a realidade de maneira precisa, o que afeta o desejo de ter filhos.
Petter Wessel Zapffe identifica quatro mecanismos repressivos que usamos, de maneira consciente ou não, para restringir a nossa consciência da vida e do mundo.
- isolamento – Uma rejeição arbitrária da nossa consciência e da consciência dos outros sobre todos os pensamentos e sentimentos negativos associados aos fatos desagradáveis de nossa existência. No dia a dia, isso se manifesta como um acordo tácito para manter o silêncio em certos assuntos – especialmente em torno de crianças, para evitar incutir nelas um medo do mundo e do que as espera na vida, antes de poderem aprender outros mecanismos.
- ancoragem – a criação e uso de valores pessoais para garantir a nossa ligação à realidade, como nossos pais, nossa casa, a rua, a escola, Deus, a igreja, o Estado, a moralidade, o destino, as leis da vida, o povo, o futuro, a acumulação de bens materiais ou autoridade, etc. Isso pode ser caracterizado como criar uma estrutura defensiva, "uma fixação de pontos internos, ou construção de paredes ao redor, a briga líquida da consciência", e defender a estrutura contra ameaças.
- distração – mudar o foco para novas impressões para fugir de circunstâncias e ideias que consideramos prejudiciais ou desagradáveis.
- sublimação – reorientar as partes trágicas da vida em algo criativo ou valioso, normalmente através de uma confrontação estética para o propósito de cartase. Nós focamos no imaginário, no dramático, no heroico, no lirico ou nos aspectos cômicos da vida, para permitir a nós mesmos e aos outros uma fuga do seu verdadeiro impacto.

De acordo com Zapffe, desordens depressivas são frequentemente "mensagens de uma percepção mais profunda e imediata da vida, frutos amargos de uma genialidade do pensamento". Alguns estudos parecem confirmar isso: fala-se sobre o fenômeno do realismo depressivo, e Colin Feltham, assim como John Pollard, escrevem sobre o antinatalismo como uma de suas possíveis consequências.
David Benatar, citando numerosos estudos, enumera três fenômenos descritos por psicólogos, que, segundo ele, são responsáveis por tornar as nossas auto-avaliações sobre a qualidade de nossas vidas não confiáveis:
1. Tendência ao otimismo – nós temos uma perspectiva positivamente distorcida de nossas vidas no passado, no presente, e no futuro.
2. Adaptação (ou acomodação, habituação) – nós nos adaptamos a situações negativas e ajustamos nossas expectativas de acordo com elas.
3. Comparação – Para nossas auto-avaliações sobre a qualidade de nossas vidas, mais importante do que como as nossas vidas estão indo é como elas estão indo comparadas às vidas dos outros. Um dos efeitos disso é que os aspectos negativos da vida que afetam a todos não são levados em consideração ao avaliar nosso próprio bem-estar. Também somos mais propensos a nos comparar com aqueles que estão em uma situação pior do que aqueles que estão em uma situação melhor.

Benatar conclui:
Os fenômenos psicológicos acima não são surpreendentes a partir de uma perspectiva evolutiva. Eles militam contra o suicídio e são a favor da reprodução. Se as nossas vidas são tão ruins quanto eu ainda sugiro que elas sejam, e se as pessoas estivessem propensas a ver essa verdadeira qualidade de suas vidas pelo que ela é, elas poderiam estar muito mais inclinadas a se matar, ou pelo menos a não produzir mais tais vidas. O pessimismo, então, tende a não ser selecionado naturalmente.
Thomas Ligotti chama atenção para a similaridade entre a filosofia de Zapffe e a teoria da gestão do terror. A teoria da gestão do terror argumenta que os humanos estão equipados com habilidades cognitivas únicas além do necessário para a sobrevivência, o que inclui pensamento simbólico, autoconsciência, e percepção de si mesmos como seres temporais cientes da finitude de sua existência. O desejo de viver juntamente com a inevitabilidade da morte causa terror em nós. A oposição a esse medo é uma das nossas principais motivações. Para escapar dele, nós construímos estruturas defensivas ao nosso redor para garantir a nossa imortalidade simbólica ou literal, para nos sentirmos como membros valiosos num universo significativo, e para focar em nos proteger de ameças externas imediatas.

## Aborto
O antinatalismo pode levar a uma posição específica sobre a moralidade do aborto.
De acordo com Benatar, uma pessoa começa a existir – não como um organismo no sentido biológico, mas como um ser no sentido ético (como entidade com interesses morais importantes) – quando surge a consciência, quando um feto é senciente, e até aquele ponto, um aborto é moral, enquanto a gravidez contínua seria imoral. Benatar refere-se a estudos cerebrais EEG e estudos sobre a percepção da dor do feto, que afirma que a consciência fetal não ocorre antes de vinte e oito semanas de gravidez, antes da qual é incapaz de sentir dor. Contrariamente a isso, o último relatório da Royal College of Obstetricians and Gynaecologists mostrou que o feto ganha consciência nunca antes da vigésima quarta semana da gravidez. Alguns pressupostos deste relatório sobre a senciência do feto após o segundo trimestre foram criticados. De maneira semelhante argumenta Karim Akerma. Ele distingue entre organismos que não possuem propriedades mentais e seres vivos que possuem propriedades mentais. Segundo seu ponto de vista, que ele chama de visão mentalista, um ser vivo começa a existir quando um organismo (ou outra entidade) produz uma forma simples de consciência pela primeira vez.
Julio Cabrera acredita que o problema moral do aborto é totalmente diferente do problema da abstenção da procriação, porque no caso do aborto, não há mais um não-ser, mas já um ser existente – o mais impotente e indefeso das partes envolvidas, que um dia terá autonomia para decidir, e não podemos decidir por ele. Do ponto de vista da ética negativa de Cabrera, o aborto é imoral por razões semelhantes à procriação. Para Cabrera, a exceção em que o aborto é moralmente justificado são casos de doenças irreversíveis do feto (ou alguma "doença social grave" como conquista espanhola ou nazismo), de acordo com ele em tais casos estamos claramente pensando sobre o nascituro, e não simplesmente em nossos próprios interesses. Além disso, Cabrera acredita que, em determinadas circunstâncias, é legítimo e compreensível cometer ações antiéticas, por exemplo, o aborto é legítimo e compreensível quando a vida da mãe está em risco.

## Procriação de animais não humanos
Alguns antinatalistas reconhecem a procriação de outros animais sencientes como moralmente ruim, e a esterilização como moralmente boa no caso deles. Karim Akerma define o antinatalismo, que inclui outros animais sencientes, como antinatalismo universal e ele mesmo assume tal posição:
Ao esterilizar os animais, podemos libertá-los de ser escravos de seus instintos e de trazer mais e mais animais cativos para o ciclo de nascer, contrair parasitas, envelhecer, adoecer e morrer; devorar e ser devorado.
David Benatar enfatiza que sua assimetria se aplica a todos os seres sencientes e menciona que os humanos desempenham um papel na decisão de quantos animais haverá: os humanos criam outras espécies de animais e são capazes de esterilizar outras espécies de animais.
Magnus Vinding argumenta que a vida dos animais selvagens em seu ambiente natural é geralmente muito ruim. Ele chama atenção para fenômenos como morrer antes da idade adulta, fome, doenças, parasitas, infanticídio, predação, e ser comido vivo. Ele cita pesquisas sobre como a vida animal é na natureza. Um a cada oito filhotes machos de leão sobrevive até a idade adulta. Outros morrem como resultado de fome, doença e muitas vezes são vítimas dos dentes e garras de outros leões. Atingir a idade adulta é muito mais raro para os peixes. Apenas um a cada cem salmões chinook masculinos sobrevivem até a idade adulta. Vinding acredita que, se as vidas humanas e a sobrevivência das crianças humanas fossem assim, os valores humanos atuais não permitiriam a procriação; no entanto, isso não é possível quando se trata de animais não humanos, que são guiados pelo instinto. Ele considera que, mesmo que alguém não concorde que a procriação é sempre moralmente má, deve-se reconhecer a procriação na vida selvagem como algo moralmente mau e algo que deveria ser evitado (pelo menos em teoria, não necessariamente na prática). Ele sustenta que a não intervenção não pode ser defendida se rejeitarmos o especismo, e que devemos rejeitar o dogma injustificável que afirma que o que está acontecendo na natureza é o que deveria estar acontecendo na natureza.
Não podemos permitir-nos erroneamente racionalizar o sofrimento que ocorre na natureza, e esquecer as vítimas dos horrores da natureza simplesmente porque essa realidade não se encaixa em nossas teorias morais convenientes, teorias que no final servem apenas para nos fazer sentir coerentes e confortáveis consigo mesmos diante de uma realidade incompreensivelmente ruim.

## Criação de inteligências artificiais
Thomas Metzinger e Sander Beckers argumentam contra a tentativa de criar inteligências artificiais, pois isto poderia aumentar significativamente a quantidade de sofrimento no universo.

A evolução não é algo a ser glorificado. Uma maneira — além de inumeráveis outras — de enxergar a evolução biológica em nosso planeta é como um processo que criou um oceano de sofrimento e confusão crescentes que previamente inexistiam. Como não apenas o simples número de indivíduos conscientes, mas também a dimensionalidade de seus espaços de estados fenomenais está aumentando continuamente, este oceano também está se aprofundando. Para mim, este também é um forte argumento contra a criação de uma consciência artificial: Não devemos intensificar este terrível alvoroço antes de termos compreendido verdadeiramente o que de fato está acontecendo aqui.